# Verrettes
Verrettes (en criollo haitiano Vèrèt) es una comuna de Haití, que está situada en el distrito de San Marcos, del departamento de Artibonito.

## Historia
En 2015 la 1ª sección comunal de Liancourt, que hasta ese momento formaba parte de la comuna de Verrettes, se desgajó de ésta para formar la nueva comuna de Liancourt.

## Secciones
Está formado por las secciones de:
- Belanger
- Guillaume Mogé (que abarca una fracción del barrio de Desarmes)
- Desarmes (que abarca una fracción del barrio de Desarmes)
- Bastien
- Terre Natte

## Demografía
| Gráfica de evolución demográfica de Verrettes entre 2009 y 2015 |
|                                                                 |

Los datos demográficos contemplados en este gráfico de la comuna de Verrettes son estimaciones que se han cogido de 2009 a 2015 de la página del Instituto Haitiano de Estadística e Informática (IHSI). 